# Athelges caudalis
Athelges caudalis är en kräftdjursart som beskrevs av Barnard 1955. Athelges caudalis ingår i släktet Athelges och familjen Bopyridae.
Artens utbredningsområde är Moçambique. Inga underarter finns listade i Catalogue of Life.